# Szájmegnyitás szertartása

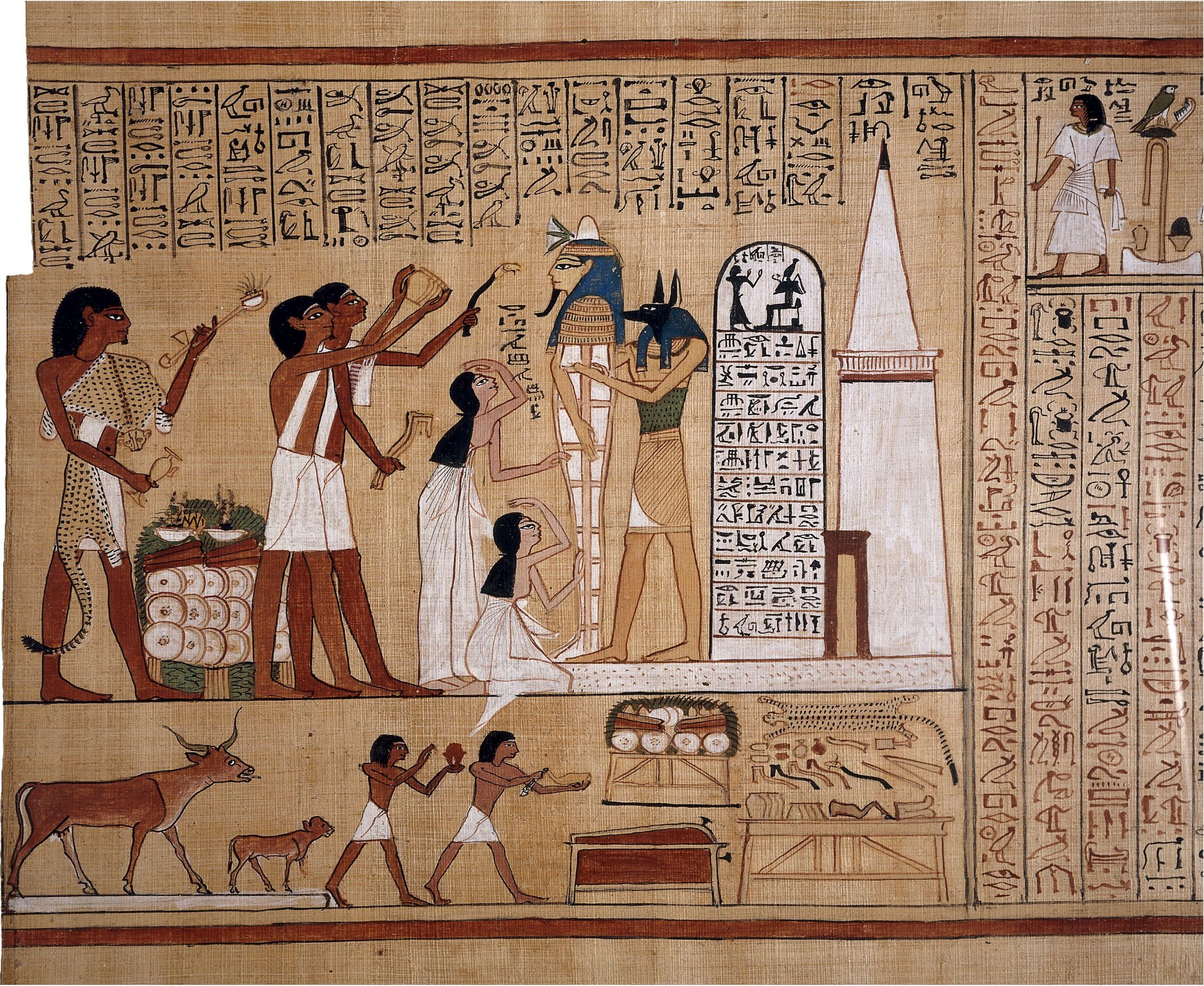
A szájmegynyitás szertartása a Halottak könyvében

A szájmegnyitás szertartása közvetlenül a múmia temetését megelőző ókori egyiptomi halotti mágia.
Az egyiptomi szokások szerint a múmia életre keltését mágikus szertartás előzte meg, a múmia újraélesztésének rítusa. A szakemberek ezt a varázsló szertartást nevezték el a szájmegnyitás rituáléjának. Az ókori egyiptomiak számára azonban a múmia olyan, mint egy értékes edény, melybe az istenek új életerőt öntenek, ha eljön az idő. A szertartást, amely közvetlenül megelőzte a múmia temetését, papok végezték.

## A szertartás menete
A szertartás a papoknak az istenekhez intézett szenvedélyes könyörgéseivel kezdődött. Ezt a jelenetet sok helyütt ábrázolják a Halottak könyvében Ezután a gyászolók ünnepélyes menetben kivonultak a sivatag szélére, a halottak városához. Elöl a papok haladtak, utána egy ökör vontatta szánon feküdt koporsóban a múmia. Közvetlenül mögötte a halott rokonai és a siratóasszonyok, akik hamut szórtak a fejükre. A menet végén a szolgák húzták szánon a kanópusz-edényeket. Más szolgák bútorokat, ládákat, apró szobrokat és ételt vittek.
Közvetlenül a sír előtt megállt a menet, kinyitották a halott koporsóját, és kiemelték belőle a múmiát. Egy Anubisz-maszkot viselő pap felállította, hogy a gyászolók szemtől szembe állhassanak a halottal, és hogy lássák a szertartást. Ezután a gyászolók egy ökröt áldoztak fel, majd megszólalt az ünnepélyes zene. Imádságokat mondtak el. Ezután a halottat tisztító vízzel permetezték be. Ekkor érkezett el a ceremónia csúcspontja. A pap a múmia elé lépett, kezében szekerceszerű, görbe szerszámmal és más rituális eszközökkel. Ezekkel megérintette a múmia maszkján a szemet, az orrot, a fület és a szájat. Ekkor teljes volt a csend, még a siratóasszonyok is elhallgattak. A hozzátartozók könyörgésre emelt karral térdre borultak a múmia előtt. Ez volt a beteljesülés pillanata, az új élet, és az átváltozás kezdete. Titokzatos erő költözött a halottba. A múmia összes érzékszerve újra működött. Pólyái ellenére hallott, újra érezte a szagokat és az ízeket, érzékelte a külvilágot. Így kísérték felélesztve örök otthonába, a sírba.